# STAND UP (FOR THE CHAMPIONS)
「STAND UP」（スタンドアップ、stand up for the champions）は、ライト・セッド・フレッドの2002年のヒット曲である。

## 概説
アメリカではNFLにおいて複数のチームが使用している。
日本では『バレーボールワールドカップ2003』でタイムアウトの間に使用され、当初はK.K.Kityが歌っていた。のちにNEWSの日本語カバーとして『第35回春の高校バレー全国大会』イメージソングに使われた。
ライト・セッド・フレッドの地元イングランドで開かれた『2009 T20クリケットワールドカップ』でも演奏された。
2010年にはハンガリーのブダペストで開かれたヨーロッパ水泳選手権の表彰式でも演奏された。
スウェーデンのフロアボールクラブ「Storvreta IBK」が2012/13シーズンの入場曲に使用した。
ボクシングでは2003年にWBO世界ヘビー級王者ウラジミール・クリチコをKOで降した時のコーリー・サンダース、ナミビア出身の元WBO世界バンタム級王者、パウルス・アムブンダの入場曲でもある。
2014年にはドイツ人歌手アクセル・フィッシャーとタッグを組み2014 FIFAワールドカップドイツ代表応援歌「Steht auf für den Weltmeister」（世界王者へ立ち上がれ）としてドイツ語で歌っている。

## カヴァー
- K.K.Kity (2003)
- NEWS（「Touch」に収録）